# Sclerophaedon
Sclerophaedon es un género de escarabajos de la familia Chrysomelidae. El género fue descrito científicamente primero por Weise en 1882.
Lista de especies:
- Sclerophaedon brendelli Daccordi & Medvedev, 2000
- Sclerophaedon carniolicus Germar, 1824
- Sclerophaedon carpathicus Weise, 1875
- Sclerophaedon daccordii Lopatin, 2006
- Sclerophaedon nepalicus Daccordi & Medvedev, 2000
- Sclerophaedon orbicularis Suffrian, 1851
- Sclerophaedon prajapati Daccordi & Medvedev, 2000
- Sclerophaedon takizawai Daccordi & Medvedev, 2000